# Gympie
Gympie è una città dello Stato australiano del Queensland.
Dista poco meno di 160 km dalla capitale del Queensland Brisbane.